# Luis Sardá de Abreu
Luis Sardá es un diseñador de interiores de nacionalidad española, autor de diversos proyectos nacionales e internacionales de carácter cultural y social.

## Trayectoria
Licenciado en Bellas Artes por la Universidad Complutense de Madrid en 1984, en la especialidad de diseño, y muy posteriormente Master en Arquitectura Bioclimática y Medio Ambiente de la Escuela de Arquitectura de la Universidad Politécnica de Madrid, Sardá se inició profesionalmente en el estudio TAU de Madrid, entre 1983 y 1987, año en que se instaló en Ginebra como director infográfico del estudio Authenticolor. En esa capital funda funda con Natalie Huguenin en 1989 el estudio de diseño Point de Fuite en Ginebra.
Se trasladó a Nueva York en 1992, para abrir un estudio junto a Jan Ralph, especializado en diseño gráfico y de espacios. Entre los proyectos desarrollados destacarían los realizados para las Naciones Unidas.
En 1996 regresó a España, para instalarse en la localidad de Ures (en Guadalajara) y fundar su estudio en la denominada Casa Hueca, interesante ejemplo de rehabilitación de la arquitectura rural. Desde allí desarrolla sucesivamente una variada gama de diseños en espacios públicos para clientes como el Metro de Madrid, Paradores, la Comunidad de Madrid, Naciones Unidas, UNESCO, DGPYME del Ministerio de Industria, el Ddi del Ministerio de Ciencia e Innovación, diversas ONG, etc.
En su entorno creativo-profesional deben citarse los nombres de Mar Sardá, Paco Ortigosa, Jorge Gil, o incidentalmente de artesanos como los ceramistas del Alfar del Monte.

### En colaboración con el Alfar del Monte

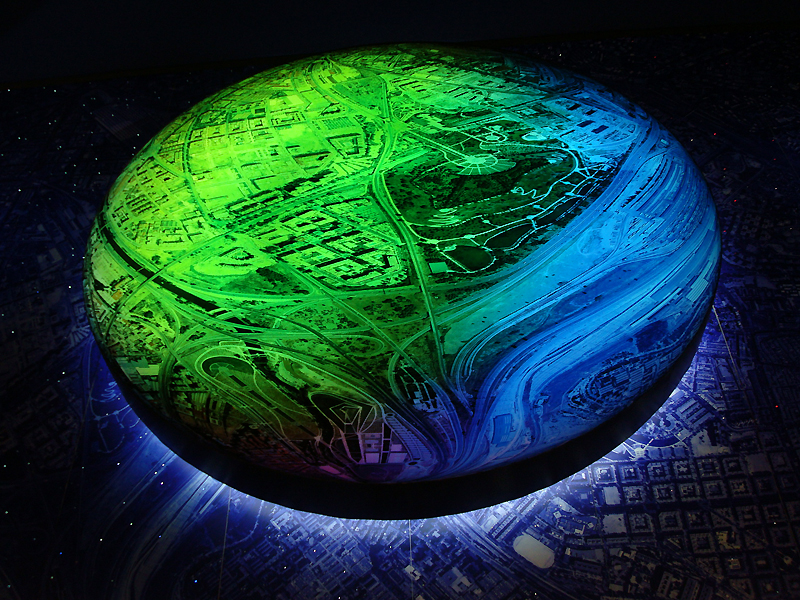
Detalle de diseño en el mural cerámico de la Estación de Arganzuela-Planetario, en Madrid.

- Mural de mosaico-cerámico para el pabellón de Naciones Unidas de la Expo 98 de Lisboa (con 5000 piezas numeradas).[a]

- Murales cerámicos en estaciones del metro en la Comunidad de Madrid:[2] Campo de las Naciones,[3] (1ºpremio 1998); Aeropuerto T1-T2-T3 y Barajas (1999); Juan de la Cierva (1ºpremio 2002); Arganzuela-Planetario (1ºpremio 2006); Hospital 12 de Octubre (1ºpremio 2007).

### Divulgación
Como docente y divulgador de su trabajo, participó en los cursos "25 años de diseño gráfico en España" organizados por la Universidad Complutense de Madrid en El Escorial en 1998, y en el verano de 2009, en el de "Procesos: La arquitectura al servicio del producto" en Zamora; además de otros encuentros patrocinados por la Universidad Complutense en Aranjuez. En 2004, sería codirector de los talleres de diseño de verano Periferia en Sigüenza, en colaboración con la Universidad de Alcalá de Henares. También ha realizado docencia en instituciones privadas como el Istituto Europeo de Diseño o la Universidad Europea de Madrid. Fue, asimismo, jurado en premios de diseño como el Motiva de Asturias de 1999, o el concurso de carteles de Los Sanfermines 2001.

## Premios internacionales
- Primer premio en el 60.º Aniversario del Salón del Automóvil de Ginebra (y en el marco de actividades conmemorativas de los 700 años de la Confederación Helvética en esa capital).